# Chamaelimnas briola
Espèce
Chamaelimnas briola est un insecte lépidoptère appartenant à la famille  des Riodinidae et au genre Chamaelimnas.

## Dénomination
Chamaelimnas briola a été décrit par Henry Walter Bates en 1868.

### Sous-espèces
- Chamaelimnas briola briola; en Guyane, en Équateur et au Pérou
- Chamaelimnas briola doryphora Stichel, 1910;  au Brésil et en Argentine
- Chamaelimnas briola meridionalis Lathy, 1932; au Paraguay
- Chamaelimnas briola urbana Stichel, 1916;  au Pérou

### Nom vernaculaire
Il se nomme Briola Metalmark en anglais.

## Description
Chamaelimnas briola est un papillon d'une envergure d'environ 32 mm, de couleur jaune d'or largement bordé de noir avec en plus aux ailes antérieures une barre noire qui délimite deux plages jaunes.

## Écologie et distribution
Chamaelimnas briola est présent au Costa Rica, en Colombie, en Guyane, en Équateur, au Brésil, au Paraguay, en Argentine et au Pérou.

### Protection
Pas de statut de protection particulier.